# 부곡 나들목
부곡 나들목(Bugok IC)은 경기도 의왕시 삼동에 설치된 영동고속도로의 10번 교차로이다. 나들목의 명칭 때문에 군포시, 안산시 상록구 부곡동과 혼동할 수 있으나, 명칭은 의왕시의 관할 행정동인 부곡동에서 유래하였다. 군포시, 안산시가 아니라 의왕시 부곡동과 연결되어 있다. 인근에는 철도박물관과 한국교통대학교 의왕캠퍼스 (구 철도대학), 남부화물기지선 오봉역, 수도권 전철 1호선 경부선 의왕역이 있다. 의왕시 이동이나 군포시 당정동, 또는 의왕시 삼동으로 갈 수 있다. 안내 표지판에는 국도 제1호선과 접속하는 것으로 나와 있으나 부곡 나들목부터 국도 제1호선까지는 거리가 약 2.8km로 상당히 떨어져 있으며 전ㆍ후방에 위치한 북수원 나들목에서 국도 제1호선과 직접적으로 접속된다.

## 연혁
- 1987년 12월 31일 : 나들목 신설을 위해 안양 도시계획시설 교통광장에 시흥군 의왕읍 삼리 일원을 부곡 나들목으로 고시[1]
- 1991년 11월 29일 : 신갈반월고속도로 개통과 함께 영업 개시[2]
- 1997년 6월 25일 : 신갈 ~ 반월고속도로 확장 공사로 나들목 개량을 위해 도로구역 변경[3]

## 구조물 정보
- 위치: 경기도 의왕시 삼동
- 영업소: 경기도 의왕시 덕영대로 77 (삼동)

## 접속하는 도로
- 덕영대로
- 간접 연결 : 오봉로 (부곡IC입구 교차로 이용)
- 간접 연결 : 지방도 제309호선 (봉담과천도시고속화도로, 신부곡 나들목 이용)

## 교통량 정보
| 요금소        | 통행량 (대/일) | 통행량 (대/일) | 통행량 (대/일) | 통행량 (대/일) | 통행량 (대/일) | 통행량 (대/일) | 통행량 (대/일) | 통행량 (대/일) | 통행량 (대/일) | 통행량 (대/일) | 각주  |
| 요금소        | 2001년         | 2002년         | 2003년         | 2004년         | 2005년         | 2006년         | 2007년         | 2008년         | 2009년         | 2010년         | 각주  |
| ------------- | -------------- | -------------- | -------------- | -------------- | -------------- | -------------- | -------------- | -------------- | -------------- | -------------- | ----- |
| 부곡 (폐쇄식) | 4,703          | 5,325          | 5,423          | 5,559          | 5,917          | 6,094          | 6,599          | 7,058          | 7,744          | 7,924          | [ 4 ] |
| 요금소        | 2011년         | 2012년         | 2013년         | 2014년         | 2015년         | 2016년         | 2017년         | 2018년         | 2019년         |                | [ 4 ] |
| 부곡 (폐쇄식) | 7,927          | 7,766          | 7,845          | 7,695          | 7,815          | 7,473          | 6,856          | 7,218          | 7,503          |                | [ 4 ] |